# Gaoua Airport
Gaoua Airport är en flygplats i Burkina Faso. Den ligger i den sydvästra delen av landet, 280 km sydväst om huvudstaden Ouagadougou. Gaoua Airport ligger 333 meter över havet.
Terrängen runt Gaoua Airport är huvudsakligen platt. Gaoua Airport ligger uppe på en höjd. Närmaste större samhälle är Gaoua, 6,0 km söder om Gaoua Airport. 
Omgivningarna runt Gaoua Airport är en mosaik av jordbruksmark och naturlig växtlighet. Runt Gaoua Airport är det ganska tätbefolkat, med 62 invånare per kvadratkilometer.